# Procesrecht
Procesrecht is het recht dat een proces voor de rechter regelt. Men spreekt ook wel van formeel recht. Procesrecht is in te delen in strafprocesrecht, burgerlijk procesrecht en bestuursprocesrecht. Aangezien belastingrecht bestuursrecht is, is belastingprocesrecht een vorm van bestuursprocesrecht. Procesrecht is het recht dat dient om het materieel recht (het inhoudelijke recht) af te dwingen. Het procesrecht wordt beheerst door specifieke wetboeken alsmede door de rechtsleer van de algemene beginselen van behoorlijk proces, mede gebaseerd op artikel 6 van het Europees Verdrag voor de Rechten van de Mens.

## Burgerlijk procesrecht in Nederland
Het burgerlijk procesrecht is in Nederland voornamelijk geregeld in het Wetboek van Burgerlijke Rechtsvordering en in de Wet op de rechterlijke organisatie. Deze wetten geven de regels voor het proces bij de rechtbanken, de hoven en de Hoge Raad. In het Wetboek van Burgerlijke Rechtsvordering staat een aantal regels voor internationaal privaatrecht en arbitrage. Dit wetboek geeft ook regels voor het tenuitvoerleggen van het vonnis of arrest. Valkuilen zijn de vele termijnen die het wetboek geeft. Wanneer een advocaat een termijn niet nakomt kan deze doorgaans geen proceshandelingen meer verrichten. De kans bestaat dat daardoor het proces wordt verloren, wat tot zijn of haar aansprakelijkheid kan leiden. Ook het bewijs wordt in dit wetboek geregeld. Het rijmpje "wie eist bewijst" is eigenlijk niet helemaal juist. De hoofdregel voor het bewijs in het burgerlijk proces is namelijk dat de partij, die zich op een bepaald rechtsgevolg beroept, de feiten die voor het intreden van dit rechtsgevolg vereist zijn, moet bewijzen als deze door de andere partij gemotiveerd worden betwist (zie artikel 150 Wetboek van Burgerlijke Rechtsvordering). Dat kan ook de gedaagde partij zijn. De feiten die niet door de andere partij betwist zijn hoeven ook niet te worden bewezen.

## Burgerlijk procesrecht in België
Het burgerlijk procesrecht is in België geregeld in het Gerechtelijk Wetboek.

## Strafprocesrecht
Strafprocesrecht is het procesrecht van het strafrecht. Het wordt ook wel formeel strafrecht genoemd. In Nederland is het geregeld in het Wetboek van Strafvordering. Ook België kent een Wetboek van Strafvordering. Vanwege de ernst en de impact van het strafrecht is het strafprocesrecht van groot belang.

## Bestuursprocesrecht
Bestuursprocesrecht wordt in Nederland in de Algemene wet bestuursrecht geregeld. Na de bezwaarfase kan men naar de rechter stappen, die aan de rechtmatigheid toetst. Om een besluit te kunnen aantasten moet men echter wel eerst als belanghebbende worden aangemerkt. De procedure en de rechter verschillen vaak per bestuursorgaan waarmee men te maken heeft. Wel is bestuursprocesrecht meestal goedkoper en sneller dan burgerlijk procesrecht.
In België regelen vooral de wetten op de Raad van State het bestuursprocesrecht. Grote uitzondering is het belastingrecht dat door eigen regels en door het gewone burgerlijk procesrecht geregeld wordt.